# Baiba Broka

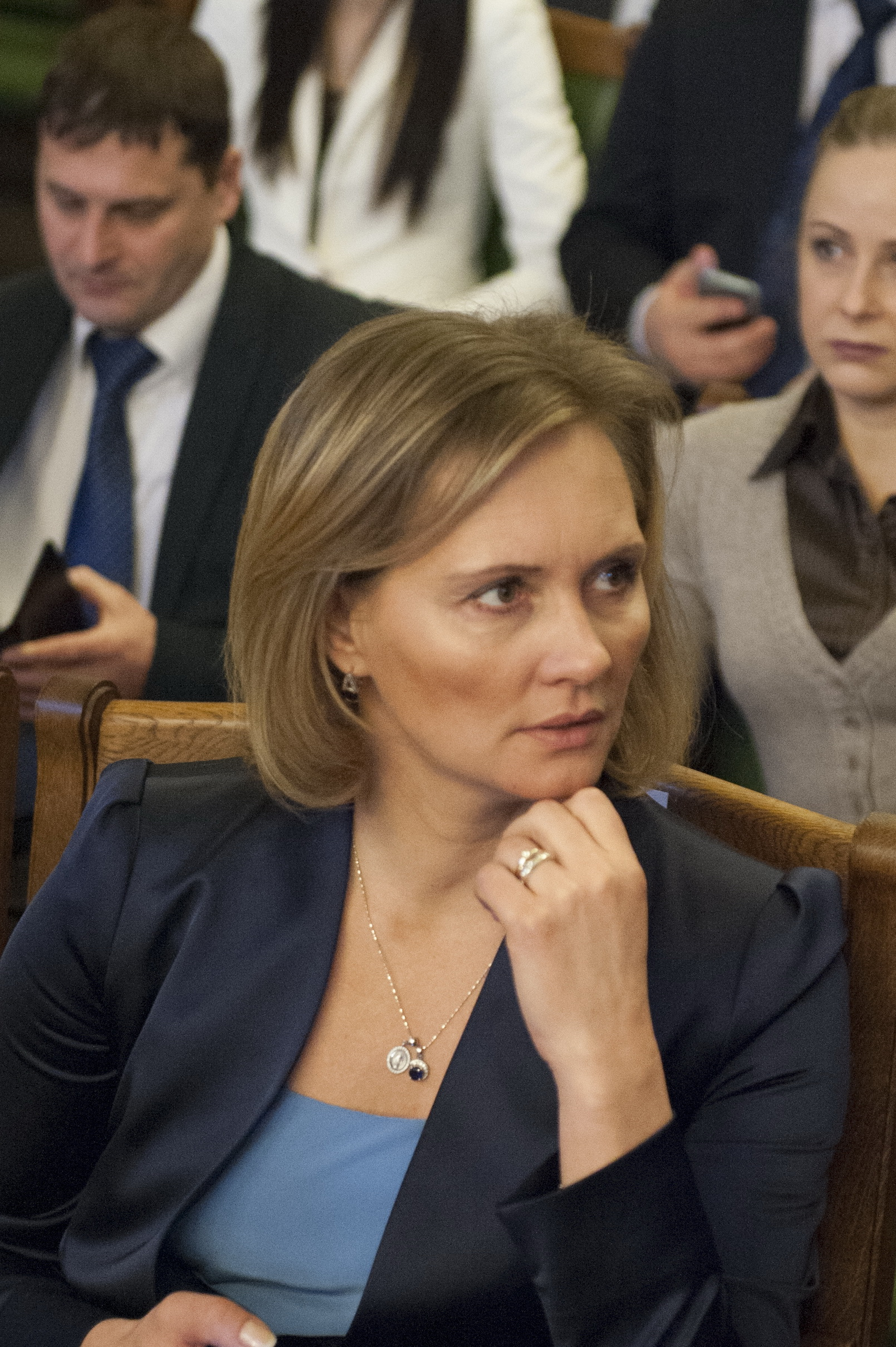
Baiba Broka (2014)

Baiba Broka (* 2. Oktober 1975 in Madona, Lettische SSR) ist eine lettische Politikerin der Partei Nationale Vereinigung. 2014 wurde sie Ministerin für Justiz.

## Biografie
Sie promovierte im Jahr 2000 an der Universität Lettlands und war danach an der juristischen Fakultät angestellt. Als ihr Studienkollege Gaidis Bērziņš Justizminister wurde, erhielt Broka ein Amt als Parlamentssekretärin. Sie war Beraterin mehrerer Justizminister und seit 2008 im Vorstand eines internationalen Rechtsinstituts in Rom (UNIDROIT). Am 22. Januar 2014 wurde sie Justizministerin im Kabinett Straujuma, reichte allerdings am 28. Juli ihren Rücktritt ein. Von 2017 bis 2020 war sie Abgeordnete im Stadtrat von Riga. Nachdem ein langwieriger Kriminalprozess wegen Annahme von Bestechungsgeldern gegen sie eröffnet worden war, beendete die nunmehr in den Vereinigten Arabischen Emiraten lebende Broka ihre politische Karriere.